# Reichsschultheiß (Norimberga)
Di seguito l'elenco dei Reichsschultheiß (sindaci) di Norimberga e delle altre autorità a capo dell'amministrazione comunale della città durante la Città libera imperiale di Norimberga dal XII secolo al 1806.

## Storia
Il sovrano della città di Norimberga era inizialmente il re di Germania o imperatore del Sacro Romano Impero, che esercitava sulla città la propria sovranità attraverso il Reichsschultheissen.
Nel corso dei secoli XIII e XIV, il consiglio interno, che sempre più cercava di essere autonomo rispetto ad istituzioni esterne, riuscì sempre più a limitare l'influsso imperiale dell'impero al fine di ottenere tutti i diritti sovrani alla città.
Gli stessi monarchi sostennero questo distacco autonomista di Norimberga attraverso la concessione di numerosi privilegi. Particolarmente importanti furono: la Grande Lettera di Libertà del re Federico II del 1219, l’Henricianum dell'imperatore Enrico VII, l'esenzione dalla giurisdizione della corte e del tribunale regionale e l'esenzione della giurisdizione spirituale concessi da re Ludovico IV nel 1315 nonché la concessione della giurisdizione indipendente concessa nel 1320. 
Il Reichsschultheiß o sindaco, proveniva spesso dalla cerchia delle famiglie consiliari di Norimberga ed era vincolato ad un'amministrazione imparziale. Dal 1396, venne decretato che la carica non poteva essere ereditaria, né poteva essere venduta o si poteva essere sostituiti in carica da un rappresentante permanente. La carica era concessa "a vita" e quindi le elezioni del sindaco in città non si tenevano ogni anno, ma solo alla morte o alla rinuncia del sindaco in carica. Federico VI, ultimo burgravio di Norimberga della casata degli Hohenzollern, rinunciò ad ogni diritto sulla nomina del nuovo Reichsschultheiß in favore della città di Norimberga nel 1427. Col crescere del potere del consiglio cittadino, ad ogni modo, il Reichsschultheiß, per quanto ora formalmente e pienamente indipendente, divenne perlopiù una figura di rappresentanza della città, dotata anche di compiti militari.
Nel 1571 il Reichsschultheiß venne concesso ad Andreas I Imhoff il quale decise di associare a tale carica anche quella di amministratore delle tasse comunali, divenendo così anche rappresentante imperiale presso la città. Tale decisione, ad ogni modo, venne formalizzata solamente il 22 aprile 1617 con la fusione dei due uffici tramite determina del consiglio.
Con il trasferimento della città imperiale di Norimberga nel Regno di Baviera nel 1806, l'ufficio del Reichsschultheissen venne sciolto.

## Reichsschultheiß di Norimberga
- Giselher, 1216-1225
- Konrad Bigenot (Eseler), 1225-1242
- Eberhard, 1242-1243
- Berthold, 1243-1246
- Konrad, 1246-1253
- Heinrich, 1253-1258
- Berthold Isolt (von Eysölden), 1258–1265, dimessosi
- Konrad Stromaier, 1265-1267
- Konrad von Churenburch (Kornburg), 1267-1272
- Konrad, 1272-1274
- Markward Merklin Pfinzing, 1274–1276, dimessosi
- Konrad von Neumarkt, 1276-1277, dimessosi
- Berthold II Marquard Pfinzing, 1277–1278, dimessosi
- Konrad, 1278-1281
- Berthold Pfinzing, 1281-1289
- Marquard, 1289-1290
- Konrad Eseler, 1290-1296
- Gramlieb Eseler, 1296-1297
- Konrad Eseler, 1297-1303
- Seyfried von Kammerstein, 1303-1306
- Heinrich Geuschmid, 1306-1308
- Seyfried von Kammerstein, 1308-1310
- Konrad Eseler, 1310-1319
- Konrad Pfinzing, 1319–1336
- Berthold III Pfinzing, 1336-1338
- Rappold von Külsheim, 1338-1339
- Konrad Groß, 1339–1365
- Heinrich Geuder, 1366–1385
- Ludwig Schenk zu Reicheneck, 1385-1388
- Apel Fuchs, 1388-1390
- Friedrich von Lauffenholz, 1390-1404
- Georg Kraz, 1404-1408
- Stephan von Absberg, 1408-1412
- Winrich von Treuchtlingen, 1412-1412
- Hans von Rosenberg, 1412-1415
- Hans von Sparneck, 1415-1418
- Wigoläus von Wolfstein, 1418-1442
- Wernher von Parsberg, 1442-1456
- Sigmund II von Egloffstein, 1456-1479
- Paulus Volckamer, 1479-1505

Reggenza del consiglio
- Martin III Geuder, 1518-1532
- Adam von Wolfstein, 1532-1547
- Andreas I (Endres) Imhoff, 1564-1571, dimessosi

Reggenza del consiglio
- Balthasar Derrer, 1579-1586, dimessosi
- Hans Nützel, 1586-1620
- Paul II Behaim, 1620-1621
- Andreas III Imhoff, 1621-1637
- Burkhard Löffelholz, 1637-1675
- Paul Albrecht Rieter von Kornburg, 1675-1704
- Johann Adam Georg Christoph Geuder von Heroldsberg, 1704-1718
- Christoph Fürer von Haimendorf, 1718-1725, dimessosi
- Carl Benedikt Geuder von Heroldsberg, 1725-1744

Reggenza del consiglio
- Christoph Friedrich Stromer von Reichenbach, 1764-1794
- Johann Sigmund Haller von Hallerstein, 1794-1804, dimessosi
- Christoph Wilhelm Waldstromer von Reichelsdorf, 1804-1806